# كاتارينا كارول
كاتارينا كارول (بالإنجليزية: Katarina Carroll)‏ هي ضابطة شرطة أسترالية، ولدت في 17 نوفمبر 1963 في إينيسفيل في أستراليا.